# کامران اوسلور
کامران اوسلور (انگلیسی: Kamran Usluer؛ ۱۹۳۷ – ۲۶ ژوئیه ۲۰۰۴) هنرپیشه اهل ترکیه بود.
از فیلم‌ها یا برنامه‌های تلویزیونی که وی در آن نقش داشته‌است می‌توان به راهزنی، عروس، و کانال اشاره کرد.